# Нижнее Казачье
Ни́жнее Каза́чье — село Верхнеказаченского сельсовета Задонского района Липецкой области на левом берегу реки Дона. 

## История и название
Основано в конце XVII в. казаками Ельца, ниже по течению Дона, чем Верхнее Казачье, почему и получило такое название.

## Улицы
Улицы села получили свое современное название по наименованию порядков («порядок» — аналог понятия «улица» в казачьих поселениях):
| Порядок                       | Улица       |
| ----------------------------- | ----------- |
| Родионов, Кочегаров и Сорокин | Кочегарова  |
| Поляна                        | Полевая     |
| Россихин                      | Россихина   |
| Сады и Куток                  | Садовая     |
| Село и Низы                   | Сельская    |
| Филатов                       | Филатова    |
| Калинкин                      | Центральная |

## Население
| 1859 | 1897  | 2010 |
| ---- | ----- | ---- |
| 835  | ↗1308 | ↘379 |